# Híresség
A celeb a 21. század első évtizedében divatossá vált, főleg a médiában használatos szó, amely a celebritás (angolul: celebrity – jelentése: híresség, hírnév, híres ember, ismert személyiség) rövidüléséből származik. Elsődleges jelentése: felkapott, „ünnepelt” híresség. A kifejezés mellékjelentésként azt a tartalmat is hordozza, hogy az ismertség alapja nem (vagy nem szükségszerűen) az illető tudása, ill. egyéb autonóm képessége, hanem egy, a média által róla mesterségesen kialakított kép, amely beépült a fogyasztók (olvasók, nézők) gondolatvilágába. E mellékjelentés nem tagadja, hogy a celebnek kikiáltott személyek társadalmilag valóban értékes teljesítményt produkálhatnak, csupán arra utal, hogy e produktum nem szükségszerű.
A celebek között találunk többek között filmsztárokat, színészeket, sportolókat, énekeseket, popegyüttesek tagjait, tévés személyiségeket, valamint – ritkábban – írókat, de akár bűnözőket is.

## Miért foglalkoztatják az embereket a "celebek"?[1]
Az emberek számára a celebek éles különbözősége a lényeg, mert így válnak kiugróvá, magukra irányítják a figyelmet. Aki pozitív és rokonszenves számunkra arról azért beszélünk, mert jó, értékes, felnézünk rá. Ellenben aki taszító és ellenséges, ő is lehet éppen annyira érdekes, mint aki rokonszenves. Az ellenszenves, idegesítő celebek is beszédtémák alapját képezik. Profi bűnbakot is kreálhatunk belőlük azáltal, hogy kivetítjük rájuk saját rossz tulajdonságainkat, így azt gondolhatjuk, hogy rosszabbak hozzánk viszonyítva.

## A "celebség" előnyei[1]
Celebekkel manapság már mindenhol találkozhatunk, televízióban, interneten, rádióban, vagy akár az utcán is. Sok esetben azáltal, hogy legtöbben nyilvánosan élik magánéletüket, akár mintaként is szolgálhatnak követőik számára. A celebség jelenléte erősen csoportképző tevékenység azáltal, hogy az emberek együtt, közösen „kivesézik” az illetőt. Így a társadalmi normák megerősödését is jelentheti.

## A "celebség" hátrányai
A közelmúltban egy amerikai hírességekkel végzett kutatás a "celeblét" egzisztenciális szintű problémáit vizsgálta. A vizsgálatban több, különböző szociális szférából érkező celebbel végeztek interjúkat, így például a jog, üzletvilág, sportvilág, szórakoztatóipar hírességeit kérdezték. A celebek arról számoltak be, hogy ennek a létformának kritikus hatásai vannak a magánéletre (pl. a magánszféra elvesztése, megnövekedett elvárások, izoláció, bizalmatlanság másokkal szemben), ám ezen hátrányok ellenére az összes megkérdezett híresség azt nyilatkozta, hogy semmiképp nem mondana le erről az életformáról.